# わが名は百科
『わが名は百科』は、手塚治虫の漫画作品である。

## 概要
1964年9月に漫画讀本（文藝春秋）に掲載された読み切り作品である。
手塚流成人漫画のひとつであり、『鉄腕アトム』のパロディであり、園山俊二らの画風に通じる、白い画面と細い描線が特徴的である。

## あらすじ
某社の社員に雇われた万能選手のヒト型ロボット「百科」の栄えある活躍と英雄的最期…
と言えば聞こえはいいが、その実態たるや…
そしてなぜか女子社員はみな「彼」の子を身ごもり、生まれた子は…